# Takeshi Sakamoto
Takeshi Sakamoto (坂本健, Sakamoto Takeshi) és un polític japonés membre del Partit Liberal Democràtic (PLD). Durant la seua trajectòria política, Sakamoto ha estat diputat de l'Assemblea Metropolitana de Tòquio i alcalde del districte especial d'Itabashi.
Nadiu del districte d'Itabashi, Takeshi Sakamoto va nàixer el 24 de desembre de 1959. L'any 1978 es va graduar al batxillerat de la Universitat Nihon i l'any 1982 es llicencià a l'escola d'arquitectura de la Universitat Nihon. L'any 1985 completà un màster en enginyeria arquitectònica i l'any 2005 va abandonar un doctorat sobre la seua matèria.
Va treballar a la prestigiosa firma arquitectònica Nihon Sekkei fins a l'any 2005, quan fou elegit membre de l'Assemblea Metropolitana de Tòquio com a membre del PLD. Només va romandre dos anys com a diputat, temps en el qual va exercir diversos càrrecs al funcionament intern de la cambra legislativa. L'any 2007 es presentà a les eleccions a alcalde d'Itabashi, sent elegit alcalde fins avui (2021).